# Lagynochthonius cavicola
Espèce
Lagynochthonius cavicola est une espèce de pseudoscorpions de la famille des Chthoniidae.

## Distribution
Cette espèce est endémique de Jamaïque. Elle se rencontre dans la grotte Cousins Cove Cave à Hanover.

## Publication originale
- Muchmore, 1991 : Pseudoscorpiones from Florida and the Caribbean area. 14. New species of Tyrannochthonius and Lagynochthonius from caves in Jamaica, with discussion of the genera (Chthoniidae). Florida Entomologist, vol. 74, no 1, p. 110-121.